# Plinio Colombi
Plinio Colombi (* 14. Februar 1873 in Ravecchia; † 22. September 1951 in Spiez) war ein Schweizer Kunstmaler und Grafiker.

## Leben

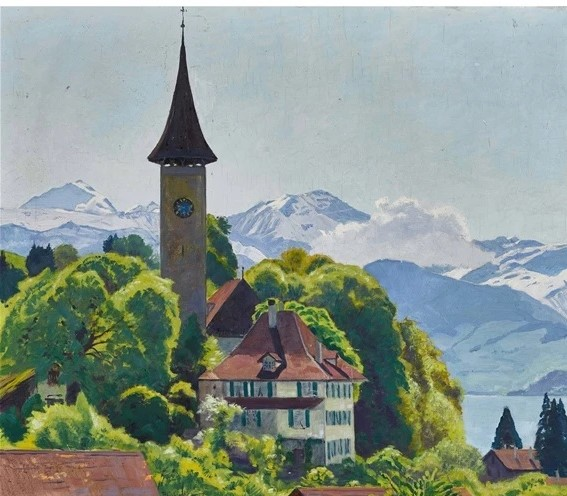
Spiez (1926)

Plakat für die Schweizerische Landesausstellung 1914

Er war ein Sohn des Enrico Colombi und der Hedwig Huber. Nach dem Gymnasium in Lausanne begann er das Studium der Architektur am Technikum Winterthur, wechselte bald aber zur kunstgewerblichen Ausbildung. 1897 hielt er sich in Paris auf. Danach arbeitete er als Dekorationsmaler in Bern und ab 1899 war er freier Künstler. 1904 verheiratete er sich mit Marguerite Petter. Er wohnte in verschiedenen Regionen im Kanton Bern, ab 1924 in Spiez, wo er auch verstarb.
1939 stellte die Kunsthalle Bern seine Werke aus.

## Werk
Vorbilder für ihn waren Arnold Böcklin und Ferdinand Hodler. Er wählte oft Landschaftsmotive aus der Thunerseeregion aber auch Stillleben, mit Vorliebe Disteln. Seine Werke umfassen Druckgrafik, Malerei, Radierung, Aquatinta, Lithografie, Holzschnitt, Zeichnung und auch Plakate. Werke von ihm sind im Kunstmuseum Bern, in Chur, im Bündner Kunstmuseum Chur und im Kunstmuseum St. Gallen.